# 巴登威勒进行曲
《巴登威勒进行曲》（德語： 或 ）是一首在第一、第二次世界大战期间著名的德国军队进行曲。该曲由德国军乐作曲家格奥尔格·弗斯特（Georg Fürst）于1914年创作，直到今天这首进行曲仍为德国联邦国防军所采用，但已罕用。

## 创作
该进行曲是格奥尔格·弗斯特在1914年第一次世界大战初期为处于德法边境的巴登威勒（法語：Badonviller）地区（邻近今天法国洛林）作战的德意志皇家巴伐利亚步兵团而创作的。当时该步兵团在巴登威勒取得了对法军作战的一系列胜利。据说此曲开头突出、鲜明的旋律，是作曲者受到战地救护车警笛声的启发而创作的。

## 使用
巴登威勒进行曲除了在历代德军（德意志帝国陆军、德国国防军、德国防卫军、納粹武裝親衛隊、德国联邦国防军）的行进式上演奏外，在英国陆军也偶然被使用。另外，在納粹统治德国期间，巴登威勒进行曲也是官方电台、电影发布新闻时的开场乐曲。

## 与希特勒的关系
巴登威勒进行曲一直被视为德國元首希特勒平生最喜欢的军乐，原因是每当希特勒出现在公开场合时（如阅兵、接见来宾、发表演说等），军乐队总会演奏巴登威勒进行曲做为欢迎曲，而希特勒又曾经于第一次世界大战期间在皇家巴伐利亚步兵团服役，对这首歌曲留下深刻的印象。不过，根据希特勒的私人秘书特勞德爾·荣格（Traudl Junge）在《直至最后一刻》（Bis Zur Letzten Stunde）一书中忆述，巴登威勒进行曲并不是希特勒平生最喜欢的军乐，有关的说法只因这首军乐经常伴随希特勒的出现而导致人们有感而生的误会。